# MAR-240
MAR-240 (полное название Medium Artillery Rocket caliber 240 mm) — израильская самоходная реактивная система залпового огня на основе американского танка М4А3 и советской реактивной установкой БМ-24, разработанная в начале 1970-х годов. В серийное производство не поступила.

## История
После Шестидневной войны в расположение Израиля находилось множество трофейных египетских БМ-24, поставленных СССР. Первоначально установки были приняты на вооружение без каких либо изменений, но позже было принято решение о модернизации вооружений. Разработка MAR-240 началась в 1970-х годах из имевшихся на тот момент в распоряжении Израиля танков М4А3 «Шерман» и БМ-24.
Позже установка применялась для обстрела Голанских высот во время Войны Судного дня, а также во время войны в Ливане. С середины 1980-х снята с вооружения.

## Конструкция
MAR-240 представляет собой реактивную систему залпового огня с советской установкой БМ-24, она имела 36 направляющих трубы и использовала 240-мм снаряды с дальностью до 10 км. Наведение осуществлялось вручную при помощи оптических прицелов. Основой установки являлся американский танк М4А3, который был почти никак не изменён. Общий вес заряженной системы составлял 29 т, максимальная скорость 45 км/ч, запас хода по шоссе 260 км.

## Музеи
Установка MAR-240 представлена в музее бронетанковых войск в Латруне.